# Distância Hausdorff

Componentes usados no cálculo da distância de Hausdorff entre a linha verde X e a linha azul Y.

Na matemática, a Distância Hausdorff, ou métrica Hausdorff, também chamado de Distância Pompeiu-Hausdorff, mede o quão distante dois subconjuntos do espaço de metrica estão um do outro. 
De modo informal, dois conjuntos estão pertos, do ponto de vista da distância Hausdorff, se todo ponto de cada conjunto está perto a algum ponto do outro conjunto. A Distância Hausdorff é a maior distância que pode ser forçado a trafegar por um adversário que escolhe um ponto de um dos dois conjuntos, de onde você então deve viajar até o outro conjunto. Em outras palavras, é o mais distante ponto de um conjunto que você pode estar para um ponto próximo de um conjunto diferente.

## Definição
Seja X e Y dois subconjuntos não vazios de um espaço métrico (M, d). Nós definimos a distância Hausdorff  d H(X, Y) por:
{\displaystyle d_{\mathrm {H} }(X,Y)=\max\{\,\sup _{x\in X}\inf _{y\in Y}d(x,y),\,\sup _{y\in Y}\inf _{x\in X}d(x,y)\,\}{\mbox{,}}\!}
Onde sup representa o supremo e inf o ínfimo.

## Aplicações
Em visão computacional, a distância Hausdorff pode ser usadas para encontrar uma dada estrutura numa imagem alvo. A estrutura dada e a imagem são frequentemente pré-processados para detecção de bordas. Então cada ponto ativo nas duas imagens são tratados como pontos de um conjunto, representando o formato.  O algoritmo tenta então minimizar a distância Hausdorff entre os dois conjuntos, assim a parte da imagem com o menor valor de distância pode ser considerada a estrutura procurada.
Em computação gráfica, essa medida de distância pode ser usadas para medir a distância entre duas representações do mesmo objeto 3D particularmente quando se procura um nível de detalhe ideal para apresentação eficiente de modelos 3D complexos.